# Jacob Hendrik Slicher
Jacob Hendrik Slicher (Arnhem, 18 december 1863 - Brussel, 8 mei 1938) was een Nederlands burgemeester en jarenlang bestuurslid van de ANWB.

## Familie
Slicher was een lid van de familie Slicher en een zoon van Pieter Hendrik Albert Slicher (1833-1899) en Johanna Wilhelmina van den Bergh (1839-1864). Hij trouwde in 1892 met Anna Hermine Levina Hoijer (1867) en in 1906 met Anna van der Valk (1862). Uit het eerste huwelijk werd in 1897 een dochter geboren.

## Loopbaan
Slicher slaagde voor het HBS-examen (te Delft) in augustus 1882.

### Burgemeester
Hij werd in maart 1892 benoemd tot burgemeester van Leimuiden. Even later werd hij tevens benoemd tot secretaris van die gemeente. Per 1 november 1894 werd hij benoemd tot burgemeester van Zoeterwoude, onder gelijktijdige ontslagverlening als burgemeester van Leimuiden. In 1896 werd hem per KB toegestaan tot mei 1901 als burgemeester van Zoeterwoude in Leiden te wonen. Herbenoeming als burgemeester van Zoeterwoude vond plaats in 1900. Per 1 mei 1905 vroeg hij ontslag, hetgeen hem eervol werd verleend.

### ANWB
Van 1896 (1898?) tot 1930 was Slicher bestuurslid van de ANWB en lange tijd eerste secretaris. Als zodanig heeft hij lang in allerlei commissies de belangen van de bond behartigd. In 1896 duikt zijn naam voor 't eerst op in verband met de ANWB wanneer hij jurylid is bij het door de ANWB georganiseerde bloemencorso in Bloemendaal. In 1898 werd hij benoemd in het Algemeen bestuur. In 1901 werd hij genoemd als 1e secretaris. Slicher verliet het dagelijks bestuur in 1930.
Van hem zijn de bekende woorden:
Laat niet als dank voor 't aangenaam verpozen,
de eigenaar van 't bos de schillen en de dozen.
Hij werd in mei 1938 door de ANWB herdacht met de woorden: "De voorzitter, de heer H. P. J. Bloemers, [heeft] eerbiedige hulde gebracht aan de nagedachtenis van den heer J. H. Slicher, oud-bestuurslid, die op 8 Mei jl. is overleden. Spr. herinnerde eraan, dat de heer Slicher ruim dertig jaren als lid van het dagelijksch bestuur den Bond, waarin hij door zijn aangename karaktereigenschappen, zijn beminnelijkheid en hoffelijkheid, zeer vele vrienden telde, met ijver, toewijding en bekwaamheid heeft gediend en de belangen van het toerisme, van de verkeersveiligheid en die der bescherming van de natuur heeft behartigd. Zijn nagedachtenis zal bij den Bond in eerbiedige herinnering blijven."

### Overige nevenfuncties
Slicher werd in 1897 benoemd tot voorzitter van de afdeling Leiden van de Zuid-Hollandse IJsvereniging. In 1898 werd hij lid van een sub-comité tot oprichting van volks-sanatoria voor borstlijders te Leiderdorp en Zoeterwoude..